# 喜連川人車鉄道
喜連川人車鉄道（きつれがわじんしゃてつどう）は、かつて栃木県塩谷郡氏家町（現・さくら市）にあった鉄道院氏家駅と、同郡喜連川町（同）を結んでいた人車鉄道、およびその運営会社である。営業は1902年（明治35年）から1918年（大正7年）。1909年（明治42年）に社名を喜連川人車軌道（きつれがわじんしゃきどう）に改称している。

## 路線データ
運行停止時点
- 路線距離：氏家 - 喜連川 8.2km
- 軌間：610mm
- 駅数：5駅（起終点含む）
- 電化区間：なし（全線非電化）

## 運行形態
1906年（明治39年）4月時点では1日7往復の客車が設定されていた。他に乗客3人以上で臨時客車の運行有り。所要時間は上り氏家行きが1時間10分、下り喜連川行きは60分。

## 歴史
- 1896年（明治29年）12月21日 馬車鉄道発起総会
- 1900年（明治33年）9月19日 軌道特許状下付[2]
- 1901年（明治34年）3月上旬 着工
- 1902年（明治35年）2月21日 氏家 - 喜連川間が開業[3]
- 1909年（明治42年） 喜連川人車軌道に改称[3]
- 1918年（大正7年）
  - 6月22日 解散[4]
  - 7月15日 軌道特許失効[2][5]

## 駅一覧
運行停止時点
氏家（うじいえ） - 並木（なみき） - 松山（まつやま） - 荒川（あらかわ） - 喜連川（きつれがわ）

## 接続路線
- 氏家駅：鉄道院東北本線

## 輸送・収支実績
| 年度 | 乗客（人） | 貨物量（トン） | 営業収入（円） | 営業費（円） | 益金（円） | 支払利子（円） | その他損金（円） |
| ---- | ---------- | -------------- | -------------- | ------------ | ---------- | -------------- | ---------------- |
| 1908 | 27,674     | 3,457          | 5,300          | 4,950        | 350        |                | 44               |
| 1909 | 36,900     | 3,400          | 5,301          | 4,101        | 1,200      |                | 1,159            |
| 1910 | 35,592     | 2,185          | 4,904          | 4,013        | 891        | 896            |                  |
| 1911 | 37,974     | 2,816          | 4,871          | 4,841        | 30         |                |                  |
| 1912 | 35,316     | 2,894          | 4,272          | 4,271        | 1          |                |                  |
| 1913 | 21,559     | 1,725          | 4,161          | 4,213        | ▲ 52       |                |                  |
| 1914 | 40,017     | 1,858          | 3,868          | 3,272        | 596        | 590            |                  |
| 1915 | 37,098     | 720            | 3,268          | 2,741        | 527        | 506            |                  |
| 1916 | 37,021     | 900            | 5,347          | 5,279        | 68         |                |                  |
| 1917 | 41,891     | 850            | 4,127          | 4,173        | ▲ 46       |                |                  |
| 1918 | 5,560      | 250            | 1,560          | 1,583        | ▲ 23       |                |                  |

- 鉄道院年報、鉄道院鉄道統計資料各年度版